# Pteropus ornatus
Pteropus ornatus là một loài động vật có vú trong họ Dơi quạ, bộ Dơi. Loài này được Gray mô tả năm 1870.